# Rockabilly Carter
Rockabilly Carter è il primo album in studio del gruppo musicale italiano Colla Zio pubblicato il 17 febbraio 2023 dall'etichetta Woodworm.

## Descrizione
È il primo disco del gruppo dopo l'EP Zafferano. Anticipato il 25 febbraio 2022 dal singolo apripista Ci rimango male quando sei puntuale seguito dal singolo Chiara con il gruppo folk rock Selton il 22 aprile 2022; il 24 giugno successivo è l'ora del singolo Tanto piove e nel mese di dicembre arriva il brano Asfalto.
Partecipano alla 73ª edizione di Sanremo con il brano Non mi va pubblicato la notte dell'8 febbraio 2023.
Il titolo dell’album prende il nome dal protagonista, Billy, che è il simbolo della loro musica e della loro vita: un personaggio immaginario che rappresenta la loro voglia di esplorare, crescere e trovare il loro posto nel mondo.

## Tracce
Testi e musiche di Tommaso Bernasconi, Andrea Malatesta, Andrea Arminio, Francesco Lamperti e Tommaso Manzoni.
1. Billy4ever – 1:37
2. mezzora – 3:21
3. Non mi va – 2:29
4. La nostra seconda primavera – 2:59
5. Asfalto – 2:45
6. Genova – 2:48
7. Patto con il buio – 2:26
8. Chiara (feat. Selton) – 3:09 – prod. Selton
9. Tanto piove – 3:35 – prod. Giacomo Carlone e Riccardo Montanari
10. Ci rimango male quando sei puntuale – 3:33 – prod. Strage
11. Billy Carter – 2:29

## Classifiche
| Classifica (2023) | Posizione massima |
| ----------------- | ----------------- |
| Italia            | 47                |